# Jean Vincent-Bréchignac
Pour les articles homonymes, voir Vincent-Bréchignac et Bréchignac.
Jean Vincent-Bréchignac, né Jean-Paul Vincent-Bréchignac, le 19 juin 1901 à Versailles, et mort le 20 août 1981 au Chesnay, est un journaliste, écrivain, scénariste, dialoguiste et parolier français. Il était le frère de Francis Vincent-Bréchignac et Hubert Vincent-Bréchignac.

## Journalisme
Il commença comme journaliste spécialiste critique du cinéma pendant l'entre-deux-guerres dans la revue de cinéma « Pour vous » depuis le premier numéro paru en novembre 1928 jusqu'en novembre 1935. 
À la même époque, il rencontra Charles Trenet comme journaliste pigiste au journal L'Intransigeant avec qui il se lia d'amitié. Il trouva pour Charles Trenet le pseudonyme de "Jaques Brévin", qui est une contraction de son propre nom "Bré" pour Bréchignac et "Vin" pour Vincent. 

## Filmographie
En 1936, il interprète le doublage d'un des personnages dans un film d'animation de Jean Painlevé, Barbe-Bleue un conte de Charles Perrault transformé en opéra-bouffe.
En 1950, il scénarisa le film Au fil des ondes de Pierre Gautherin qui sortit dans les salles de cinéma en 1951.

## Radiophonie
Devenu animateur humoristique de radiophonie, il devint un des responsables à Radio-Alger. Tourné vers la littérature, il préfaça à Alger, le roman de Jean-Martin Franchi, "Vers L'ile Captive", publié aux éditions Braconnier à Alger en novembre 1945.
En 1947, il fut appelé par Wladimir Porché, pour la mise en service de la radio Paris-Inter qui deviendra France Inter pendant que son ami Henry Barraud se voit confier la direction du programme national. Il restera jusqu'en 1964, responsable du programme parisien de 1951 à 1957 et du programme régional France II de 1958 à 1964. 
Dans les années 1960, Il anima la série d'émissions radiophoniques "Le Livre de chevet" pour laquelle il reçut de nombreux écrivains ou aborda la littérature d'auteurs célèbres tels que Gérard de Nerval (mars et avril 1967) ; Roland Dubillard lit Rilke et Rainer Maria Rilke (novembre et décembre 1966), Vladimir Jankélévitch, Jean Breton, etc.
En 1967, il participe à l'édition de six disques 33 tours aux éditions Adès et coproduit avec l'ORTF, sous le titre général de "Entretiens avec Robert Mallet" : "L'Enfance", "Les Poètes d'aujourd'hui", "Les années d'apprentissage", "Les Bêtes", "Le Petit Ami" et "La Mort". 
En 1969, il anime avec Jean Le Marchand l'émission sur France Culture "Le Pour et le contre" : notamment celle consacrée à Jacques Chardonne, avec Bernard Privat et Jacques Brenner (le 29 mai 1969).

## Littérature
En 1948, il participe à la création de l'Académie Charles-Cros.
En 1954, puis en 1959, il publie deux recueils de poésies.
En 1963, il participe au numéro spécial « Hommage à Paul Gilson », dans la revue "La voix des poètes", n°17, juillet- septembre 1963. 
En 1972, il lit les lettres de condoléances à l'occasion de l'enterrement de l'écrivain belge Oscar-Paul Gilbert.

## Publications
- Jean Vincent-Bréchignac, Aveux Tardifs, Avant-propos de Paul Gilson, Nouvelles Éditions Debresse, 1954
- Jean Vincent-Bréchignac, Offrande à Mélusine, Éditions Seghers, Paris, 1959